# Organoalumínic
Els organoalumínics són compostos organometàl·lics que es caracteritzen pel fet que tenen un o més enllaços carboni-alumini.

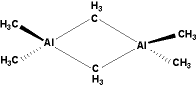
Estructura Al2R6 amb R=metil

## Història
El primer organoalumínic aïllat va ser el Et3Al2I3 l'any 1859 però no va ser fins al 1950 quan van cobrar certa importància degut al procés Ziegler per sintetitzar trialquilalumini usat per la catàlisi de polimerització d'olefines.

## Estructura i enllaç
Els compostos d'organoalumini contenen l'alumini en el seu estat d'oxidació +3. Tot i que la seva reactivitat es fa a través dels monòmers, aquests compostos els trobem com a dímers degut a l'elevat caràcter polaritzant de l'alumini. Com que té molta càrrega o una mida petita, no se sent prou estable i deixa orbitals buits de manera que prefereix fer enllaços deficients en electrons anomenats enllaços a 3 centres i 2 electrons. En funció de la naturalesa dels grup R dels organoalumnínics Al2R6, hi ha una preferència per establir el dimer a través dels enllaços deficients en electrons.

## Síntesi

### Transmetal·lació
2AlCl3 + 6RLi → Al2R6 + 6LiCl
2Al + 3R2Hg → Al2R6 + 3Hg

### Inserció
2AlH3 + 6 RCH=CH2 → RCH2CH2)6Al2
En general, pel que fa a la inserció d'alquens en enllaç Al-H, tenen preferència d'inserit aquelles olefines que estiguin menys impedides estèricament.

## Reactivitat

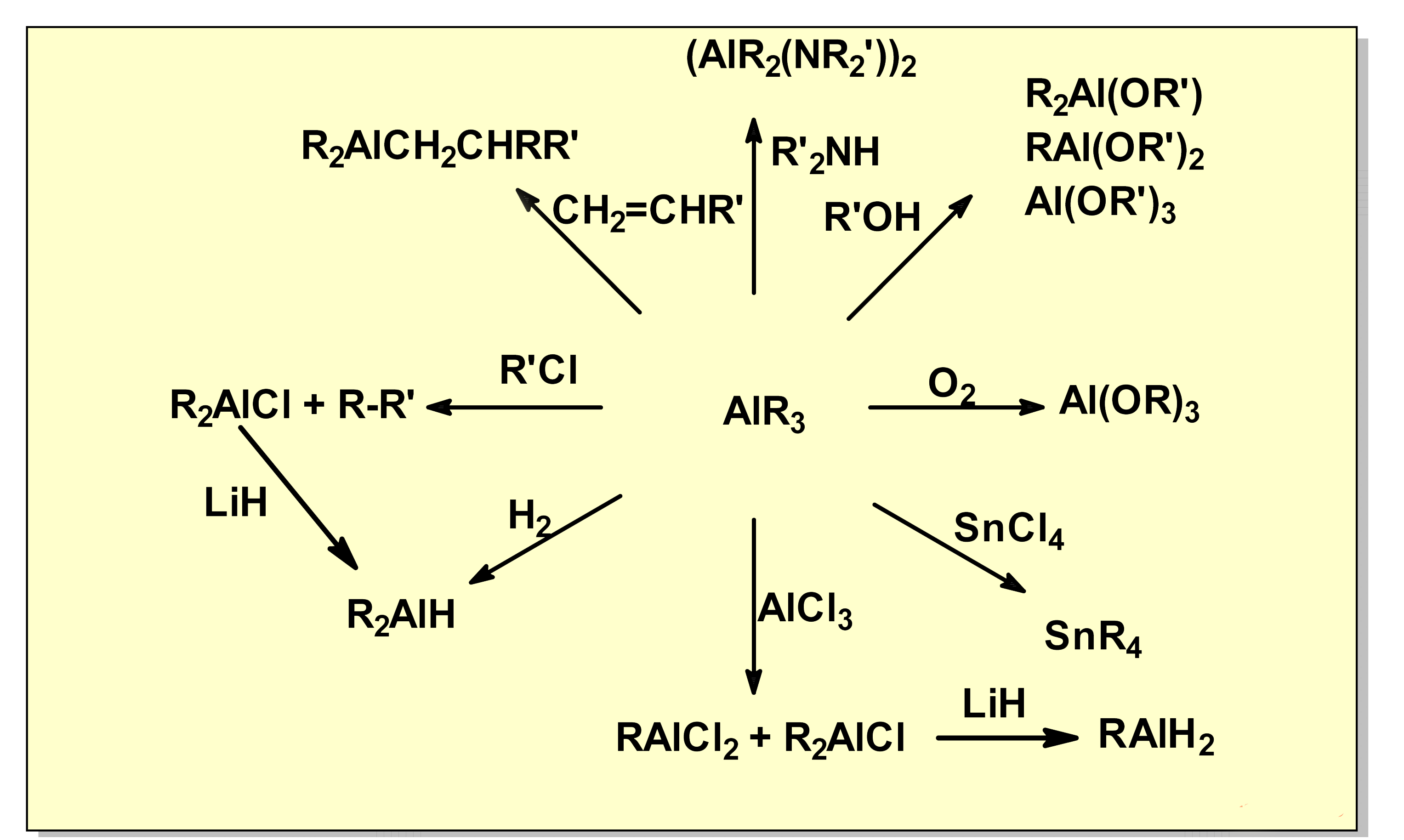
Reactivitat general

A la imatge mostrada podem veure tot un seguit de reaccions que esdevenen els organoalumínics